# 800 mètres féminin aux championnats du monde d'athlétisme 1997
Navigation
Göteborg 1995 Séville 1999
L'épreuve du 800 mètres féminin des championnats du monde d'athlétisme 1997 s'est déroulée du 6 au 9 août 1997 au Stade olympique d'Athènes, en Grèce. Elle est remportée par la Cubaine Ana Fidelia Quirot.

## Résultats

### Finale
| Rang               | Athlète            | Pays             | Temps         | Notes |
| ------------------ | ------------------ | ---------------- | ------------- | ----- |
| Médaille d'or      | Ana Fidelia Quirot | Cuba             | 1 min 57 s 14 |       |
| Médaille d'argent  | Yelena Afanasyeva  | Russie           | 1 min 57 s 56 |       |
| Médaille de bronze | Maria Mutola       | Mozambique       | 1 min 57 s 59 |       |
| 4                  | Letitia Vriesde    | Suriname         | 1 min 58 s 12 |       |
| 5                  | Ludmila Formanová  | Tchéquie         | 1 min 59 s 52 |       |
| 6                  | Toni Hodgkinson    | Nouvelle-Zélande | 2 min 00 s 40 |       |
| 7                  | Joetta Clark       | États-Unis       | 2 min 02 s 05 |       |
| 8                  | Stella Jongmans    | Pays-Bas         | 2 min 05 s 50 |       |

## Légende
Records et Performances
- AR : Record continental (area record)
- CR : Record des championnats (championship record)
- MR : Record du meeting (meet record)
- NR : Record national (national record)
- OR : Record olympique (olympic record)
- PR : Record paralympique (paralympic record)
- PB : Record personnel (personal best)
- SB : Meilleure performance personnelle de la saison (season's best)
- WL : Meilleure performance mondiale de l'année (world leader)
- WJR : Record du monde junior (world junior record)
- WR : Record du monde (world record)

Circonstances et Conditions
- DNF : N'a pas terminé (did not finish)
- DNS : N'a pas pris le départ (did not start)
- DQ : Disqualification (disqualification)
- NM : Aucun essai valable enregistré (No Mark)
- Q : Qualifié « directement » au prochain tour (ou à la prochaine compétition), lors d'une compétition majeure, grâce au classement ou à la réalisation des minima (automatic qualifier)
- q : Qualifié au prochain tour (ou à la prochaine compétition), lors d'une compétition majeure, grâce au repêchage ou à la réalisation de l'une des meilleures performances parmi celles des « non qualifiés directement » (grâce au meilleur temps ou à la meilleure distance par exemple) (secondary qualifier)